# Massey Ferguson 35
Massey Ferguson 35 (TO/FE/MF35) — трактор производства Massey Ferguson.

## История

### Разработка
В 1953 году коллектив, возглавляемым Германом Клеммом, приступил к разработке новой модели Ferguson, известной как TO35 и призванной заменить модель TO30. Клемм написал Гарри Фергюсону в июле этого года, чтобы рассказать ему об особенностях TO35. Фергюсон остался недоволен проектом и распорядился прекратить разработку. Однако после очередного письма от Клемма, на 23 страницах, Фергюсон передумал и позволил продолжить работу над проектом.
Несмотря на то, что компания Ferguson была объединена с Massey-Harris, в результате чего в 1953 году была образована Massey-Harris-Ferguson, трактор TO35 продавался под брендом Ferguson.

### Выпуск

#### США

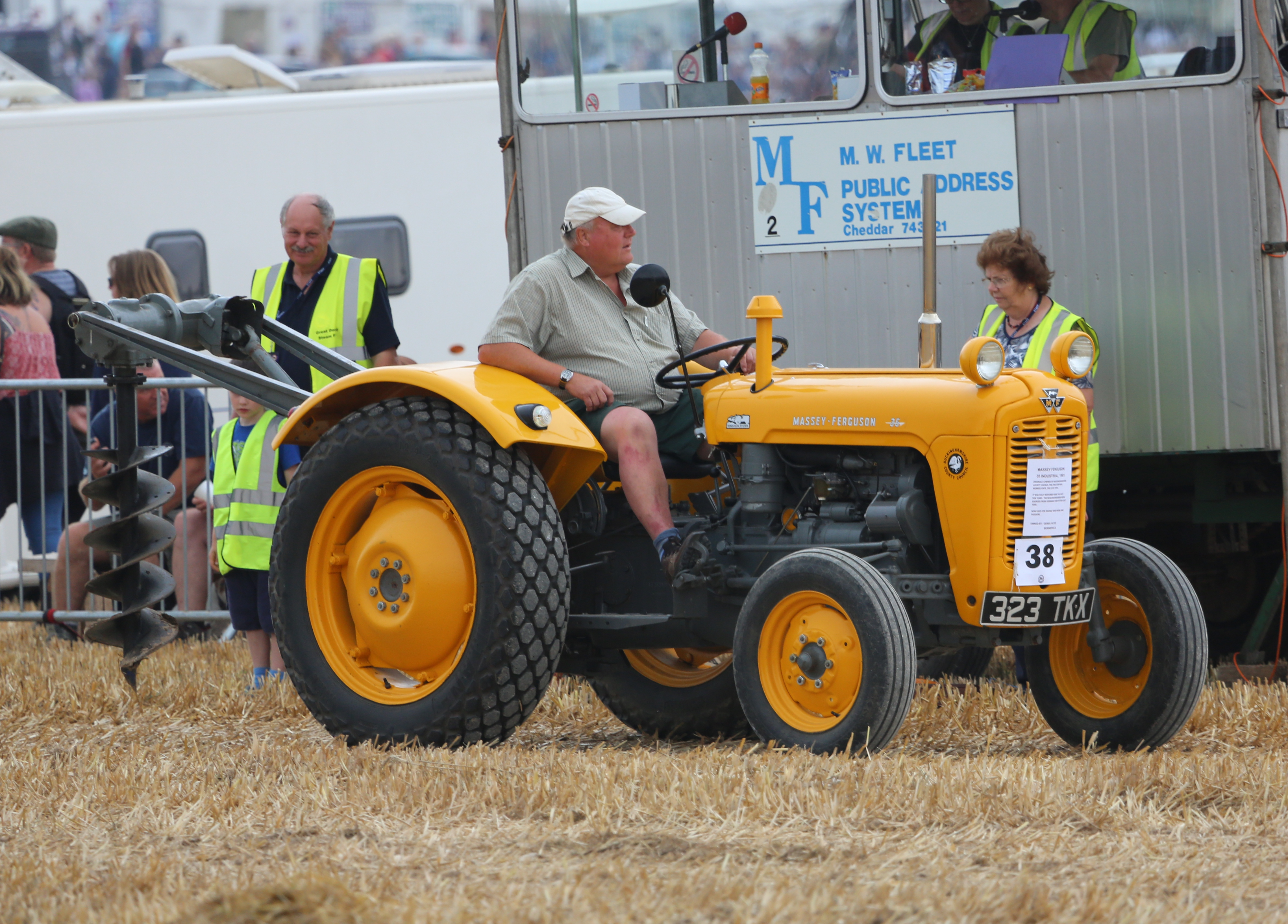
Трактор Massey Ferguson 35 (промышленный) 1961 года

Новый Ferguson 35 поступил в продажу в США 5 января 1955 года, на целый год раньше, чем планировалось — такое решение было принято на конференции в Сан-Антонио в марте 1954 года.
Первоначально модель была доступна в двух конфигурациях; стандартной и делюксовой, третья (улучшенная) была добавлена в 1956 году. Хотя трактор не был предназначен для промышленного использования, он получил популярность в этой сфере. Полностью серая цветовая схема была изменена в мае 1956 года: кузов и колёсные диски стали бежевыми, корпус был оставлен серым. В декабре 1957 года цветовая схема снова поменялась: TO35 был ребрендирован в фирменные цвета Massey-Harris-Ferguson, красный и серый. При этом маркировка «Ferguson» на кузове оставалась до февраля 1960 года.
Производство модели MF 35 было свёрнуто в конце 1964 года.

#### Великобритания

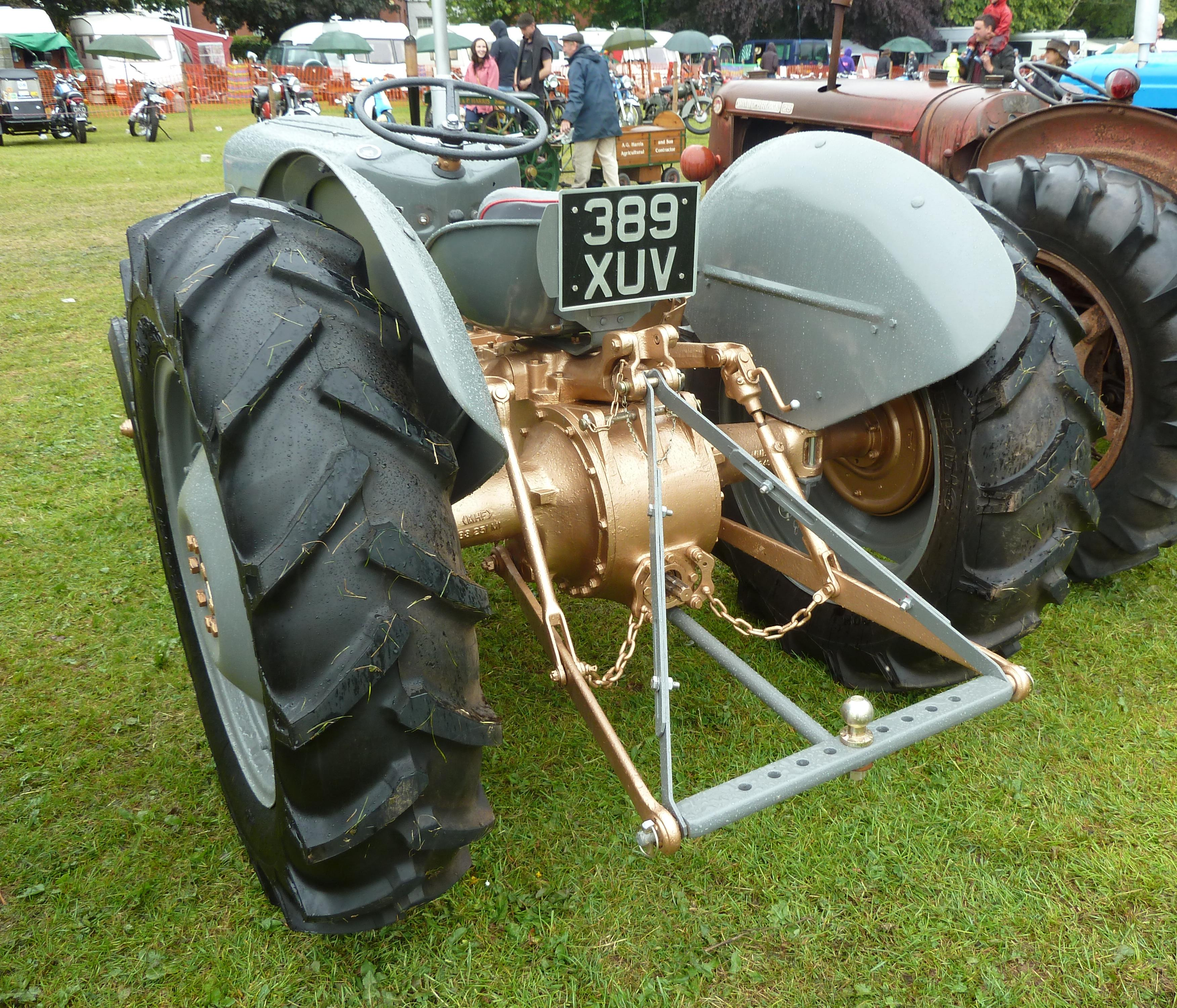
Британский FE35 («Gold Belly»)

В Соединенном Королевстве 35-й был презентован 1 октября 1956 года у отеля Grosvenor House в Лондоне и изначально позиционировался как Ferguson 35 (FE35). Первый экземпляр (серийный номер 1001) был собран 27 августа того же года на фабрике Banner Lane в Ковентри, принадлежащей Massey Ferguson. Модель FE35 стала преемником Ferguson TE20, выпуск которой был прекращён в том же году. В то время как TE20 был серого цвета (за что получил прозвище Little Grey Fergie), FE35 имел серые колёса и кузов, но бронзовую отделку корпуса, и за ним закрепилось прозвище «Gold Belly». Были построены три типа этой модели: сельскохозяйственная, промышленная и виноградниковая, хотя в итоге последних было собрано немного. Промышленная модель была разработана для соблюдения «Акта о дорожном движении» 1947 года, включая комплектацию высокочастотным клаксоном и зеркалом водителя.
В 1957 году, когда были выпущены уже 73 655 единиц FE35, модель была ребрендирована в MF35. Цветовая схема была изменена на красно-серую и модель была представлена на выставке Smithfield Show в Лондоне в декабре 1957 года. В 1959 году Massey Ferguson приобрела производителя двигателей Perkins, и начала устанавливать на MF35 новые дизельные двигатели. Модель Делюкс имела двойное сцепление, что позволяло пользователю отключать задние колеса при сохранении мощности захвата и задействованном гидронасосе.
8 ноября 1962 года компания запустила модель MF35X увеличенной мощности и оснащённую «мультимощностной» системой, позволявшей водителю повышать или понижать передаточное число без использования сцепления. Хотя производство в Англии превысило 45 000 единиц в следующем году, оно было прекращено в 1964 с выпуском Massey Ferguson 135. За восемь лет было собрано 388 382 единиц, многие из них до сих пор работают на небольших фермах.
Завод Banner Lane продолжал поставлять сборочные комплекты для иностранных производителей до 24 декабря 2002 года. К моменту прекращения производства на нём было произведено 3 307 996 тракторов и сборочных комплектов. По словам Майкла Торна, «не будет преувеличением сказать, что никакой другой трактор в истории не внёс больший вклад в насыщение мира».

### Другие страны
Индийский производитель TAFE приобрёл лицензию на постройку тракторов MF35 в 1960 году и продолжал их производство до 2002 года.
Югославская фирма Industry of Machinery and Tractors (IMT) также купила лицензию на производство тракторов Massey Ferguson и выпускала MF35 под марками IMT533 и IMT539.
По состоянию на 2014 год модификации MF35 по-прежнему собираются в Индии, Пакистане и Турции.
В 2015 году компания AGCO, владеющая брендом Massey Ferguson, перезапустила производство трактора MF35 на восточно-африканском рынке, позиционируя его там как «народный трактор».

## Заводы изготовители

### Massey Ferguson (1955-1964)
1956-1964 Banner Lane от Standard, Ковентри, Великобритания 
1959-1964 Perkins Engines, Питерборо, Великобритания (дизельные двигатели)

## Комплектации и модификации

### Massey Ferguson (1955-1964)

#### Основная маркировка
Ferguson 35 (TO35) (в США)

Ferguson 35 (FE35) (в Великобритании)

Massey Ferguson 35 (MF35)

Massey Ferguson 835 MF835 (во Франции)

Massey Ferguson 35X (MF35X)
Аббревиатуры в названии, как и для Ferguson 20, означали место производства трактора:
- FE означает Ferguson England (Ferguson для Англии);
- TO означает Tractor Overseas (Трактор для зарубежья).

Маркировка кода на серийном номере
Шасси
S - Standard/wide front
C - High clearence/wide front
R - Row crop/twin wheel front
T - Row crop/single wheel front
J - Industrial or multiple purpose
V - Vineyard
U - Utility or turf
Двигатель
G - Gasoline (Petrol)
H - High altitude gasoline (Petrol)
D - Standard 23C Diesel
K - Vaporizing oil (V.O./TVO)
L - Lamp oil (L.O.)
P - Perkins 3-A-152 Diesel
B - LP Gas
Другое
F - Single-stage clutch
M - Dual-stage clutch
W - Multi-Power

##### Двигатели
Основные типы:
- Бензиновый (Petrol/Gasoline)
- Бензиновый c повышенной степенью сжатия (High Altitude Petrol/Gasoline). Степень сжатия 6,6, для высоты над уровнем моря более 5000 футов (1500 м)). Поставлялся с карбюратором имевшим меньшие разъёмы.
- Бензино-керосиновый[англ.] (V.O./TVO Vaporising oil[англ.])
- Керосиновый (L.O. Lamp oil)
- Дизельный 23C (Diesel 23C)
- Дизельный 3-A-152 (Diesel 3-A-152)

Марки:

Standard Petrol 87 mm (бензиновый), Великобритания

Standard High Altitude Petrol 87mm (бензиновый c повышенной степенью сжатия), Великобритания

Continental Z-134 (бензиновый), США

Standard 23C (дизельный), Великобритания

Perkins 3-A-152 (3.152) (дизельный), Великобритания

##### Шасси
- Cельскохозяйственный (Standard)
- Промышленный (Industrial)
- Виноградниковый (Vineyard)

##### Сцепление
- Одинарное
- Двойное

#### Великобритания
| Наименование        | Сокращенное наименование | Завод-изготовитель                                                                                                 | Годы выпуска | Двигатель             | Базовая                      | Базовая             | Делюкс (De Luxe)             | Делюкс (De Luxe)  | Расцветка                             | Место в серийных номерах |
| Наименование        | Сокращенное наименование | Завод-изготовитель                                                                                                 | Годы выпуска | Двигатель             | Снаряжённая масса, кг (фунт) | Особенности         | Снаряжённая масса, кг (фунт) | Особенности       | Расцветка                             | Место в серийных номерах |
| ------------------- | ------------------------ | --- | ------------ | --------------------- | ---------------------------- | ------------------- | ---------------------------- | ----------------- | ------------------------------------- | ------------------------ |
| Ferguson 35         | FE35                     | Banner Lane от Standard, Ковентри, Великобритания                                                                  | 1956-1957    | Standard Petrol       | 1352 (2982)                  | Одинарное сцепление | 1371 (3022)                  | Двойное сцепление | Серые колёса и кузов бронзовый корпус | до №74655                |
| Ferguson 35         | FE35                     | Banner Lane от Standard, Ковентри, Великобритания                                                                  | 1956-1957    | Standard V.O.         | 1352 (2982)                  | Одинарное сцепление | 1371 (3022)                  | Двойное сцепление | Серые колёса и кузов бронзовый корпус | до №74655                |
| Ferguson 35         | FE35                     | Banner Lane от Standard, Ковентри, Великобритания                                                                  | 1956-1957    | Standard 23C Diesel   | 1432 (3158)                  | Одинарное сцепление | 1451 (3198)                  | Двойное сцепление | Серые колёса и кузов бронзовый корпус | до №74655                |
| Massey Ferguson 35  | MF35                     | Banner Lane от Standard, Ковентри, Великобритания                                                                  | 1957-1959    | Standard 23C Diesel   | 1432 (3158)                  | Одинарное сцепление | 1451 (3198)                  | Двойное сцепление | Красно-серый                          | -                        |
| Massey Ferguson 35  | MF35                     | Banner Lane от Standard, Ковентри, Великобритания                                                                  | 1957-1964    | Standard Petrol       | 1352 (2982)                  | Одинарное сцепление | 1371 (3022)                  | Двойное сцепление | Красно-серый                          | -                        |
| Massey Ferguson 35  | MF35                     | Banner Lane от Standard, Ковентри, Великобритания                                                                  | 1957-1964    | Standard V.O.         | 1352 (2982)                  | Одинарное сцепление | 1371 (3022)                  | Двойное сцепление | Красно-серый                          | -                        |
| Massey Ferguson 35  | MF35                     | Banner Lane от Standard, Ковентри, Великобритания Perkins Engines, Питерборо, Великобритания (дизельные двигатели) | 1959-1962    | Perkins 3.152 Diesel  | 1440 (3175)                  | Одинарное сцепление | 1445 (3185)                  | Двойное сцепление | Красно-серый                          | с №165596                |
| Massey Ferguson 35X | MF35X                    | Banner Lane от Standard, Ковентри, Великобритания Perkins Engines, Питерборо, Великобритания (дизельные двигатели) | 1962-1964    | Perkins A3.152 Diesel | 1440 (3175)                  | Одинарное сцепление | 1445 (3185)                  | Двойное сцепление | Красно-серый                          | с №302413                |

| Год производства | Серийные номера |
| ---------------- | --------------- |
| 1956             | 1001 – 9225     |
| 1957             | 9226 – 79552    |
| 1958             | 79553 – 125067  |
| 1959             | 125068 – 171470 |
| 1960             | 171471 – 220613 |
| 1961             | 220614 – 267527 |
| 1962             | 267528 – 307230 |
| 1963             | 307231 – 352254 |
| 1964             | 352255 – 388382 |

### IMT
IMT533

IMT539